# Karl Joseph Niklas
Karl J. Niklas ( 1948 - ) es algólogo, y profesor Liberty Hyde Bailey en el "Departamento de Biología Vegetal en la Universidad Cornell. Se hizo conocido por su obra en biomecánica, alometría, y morfología funcional vegetal, y por su larga contribución a la comprensión de la Biología evolutiva, particularmente patrones tempranos tierra-planta de diversificación evolutiva y morfoespacios.

## Educación
Niklas completó sus estudios secundarios en el City College of New York, con énfasis en matemática. Obtuvo su Ph.D. en paleobiología en la Universidad de Illinois en 1974. Llevó a cabo su trabajo posdoctoral en el Colegio Birkbeck de Londres con una beca Fulbright-Hays Program.

## Carrera
Fue curador del New York Botanical Garden. Se unió a la facultad de Cornell en 1978. En 1985 asumió el profesorado titular, y nombrado su actual presidente en el 2000. Es autor de más de 290 artículos revisados por referato y tres importantes libros, todos publicados por University of Chicago Press. Es miembro de la Botanical Society of America y su presidente de 2008 a 2009; y editor jefe de American Journal of Botany, de 1995 a 2004.

## Algunas publicaciones
- 2007. Maximum plant height and the biophysical factors that limit it. Tree Physiology 27: 433 - 440
- 2006. A phyletic perspective on the allometry of plant biomass-partitioning patterns and functionally equivalent organ-categories. New Phytologist 171: 27-40

### Libros
- Plant Biomechanics, 1992 ISBN 978-0-226-58631-1
- Plant Allometry: The Scaling of Form and Process, 1994 ISBN 978-0-226-58081-4[4]
- The Evolutionary Biology of Plants, 1997 ISBN 978-0-226-58083-8[5]

## Galardones y distinciones
- Becario John Simon Guggenheim[2][6]
- Medalla del Centenario The Botanical Society of America[2]
- Premio Alexander von Humboldt Stiftung para científicos senior de EE. UU.[2]
- Galardón Suny Chancellor en Excelencia de Enseñanza - 1995

- La abreviatura «Niklas» se emplea para indicar a Karl Joseph Niklas como autoridad en la descripción y clasificación científica de los vegetales.[7]